# Acide 2-aminomuconique
L’acide 2-aminomuconique, ou acide alpha-aminomuconique, est un acide organique de formule HOOC–C(NH2)=CH–CH=CH–COOH. Il s'agit d'un acide dicarboxylique aminé insaturé formé au cours de la dégradation du tryptophane par la voie de la kynurénine sous l'action de l'aminocarboxymuconate semialdéhyde décarboxylase (EC 4.1.1.45).